# Flärken (Boteå socken, Ångermanland)
Flärken är en sjö i Sollefteå kommun i Ångermanland och ingår i Ångermanälvens huvudavrinningsområde. Sjöns area är 0,012 kvadratkilometer och den är belägen 210 meter över havet.